# The Ocean Cleanup

The Ocean Cleanup

The Ocean Cleanup är en ideell miljöorganisation grundad 2013 av den nederländske entreprenören Boyan Slat. Organisationen har som mål att minska plastföroreningar i världens hav. Organisationen är känd för sin innovativa metod att samla in plastskräp från de stora havsområdena, särskilt i den så kallade Det stora stillahavssopområdet, som är en så kallad sopö med en enorm ansamling av plastavfall i Stilla havet.

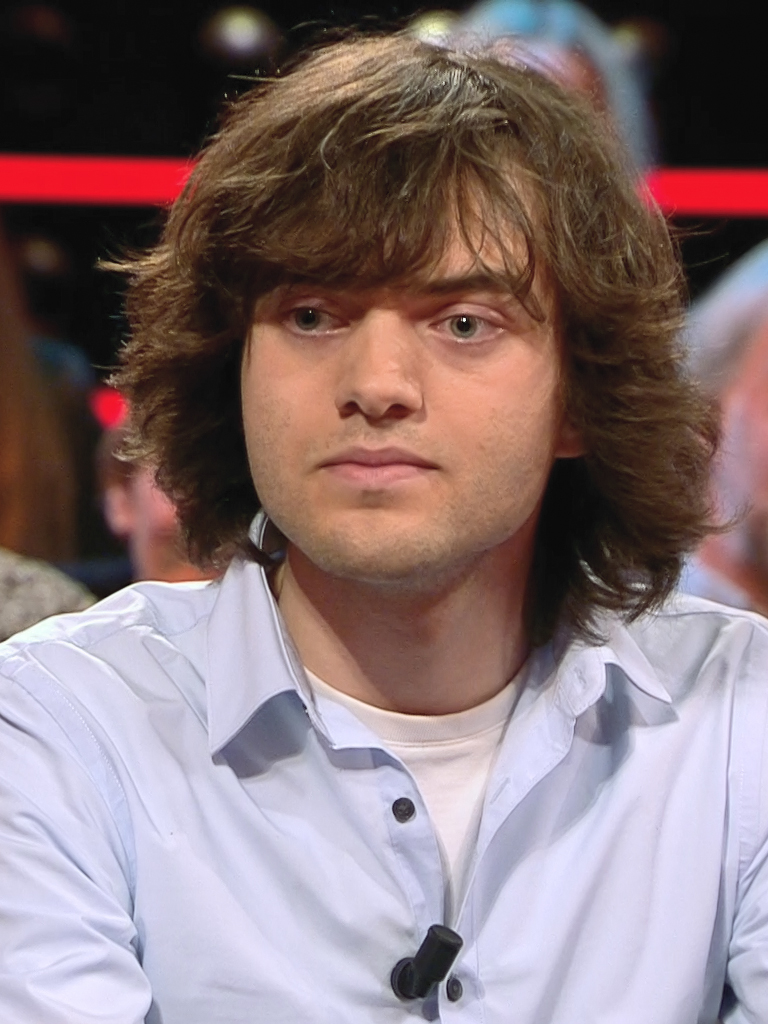
Grundaren Boyan Slat 2018.

Boyan Slat var 16 år när han efter att ha snorklat i Grekland 2011 beslutade sig för att göra något åt nedskräpningen i haven. Tack vare privata bidrag och frivilliga insatser har hans ideella miljögrupp i Nederländerna lyckats göra verklighet av visionerna. Med hjälp av gräsrotsfinansiering tog projektet The Ocean Cleanup fart. Genom internet spreds projektet och pengar kom in även från större finansiärer.
The Ocean Cleanup har utvecklat ett system som består av stora flytande barriärer som utnyttjar havsströmmar för att fånga in plastavfall. Barriären är utformad som ett 600 meter långt u-format rör och under röret sitter ett slags nät, som är tre meter långt och som ska håva in plasten. Skräpet förs sedan till ett insamlingsområde, där det kan tas upp och transporteras tillbaka till land för återvinning. Målet är att ta bort en stor del av den plast som flyter omkring i världshaven och därmed minska den skada som plast orsakar på marint liv och ekosystem.
Efter fem år av förberedelser så gick startskottet för projektet 2018 när den första barriären fraktades ut till sopområdet i Stilla Havet. I september 2024 uppgav The Ocean Cleanup att de hade samlat in 16 824 819 kilo skräp sedan projektets början.

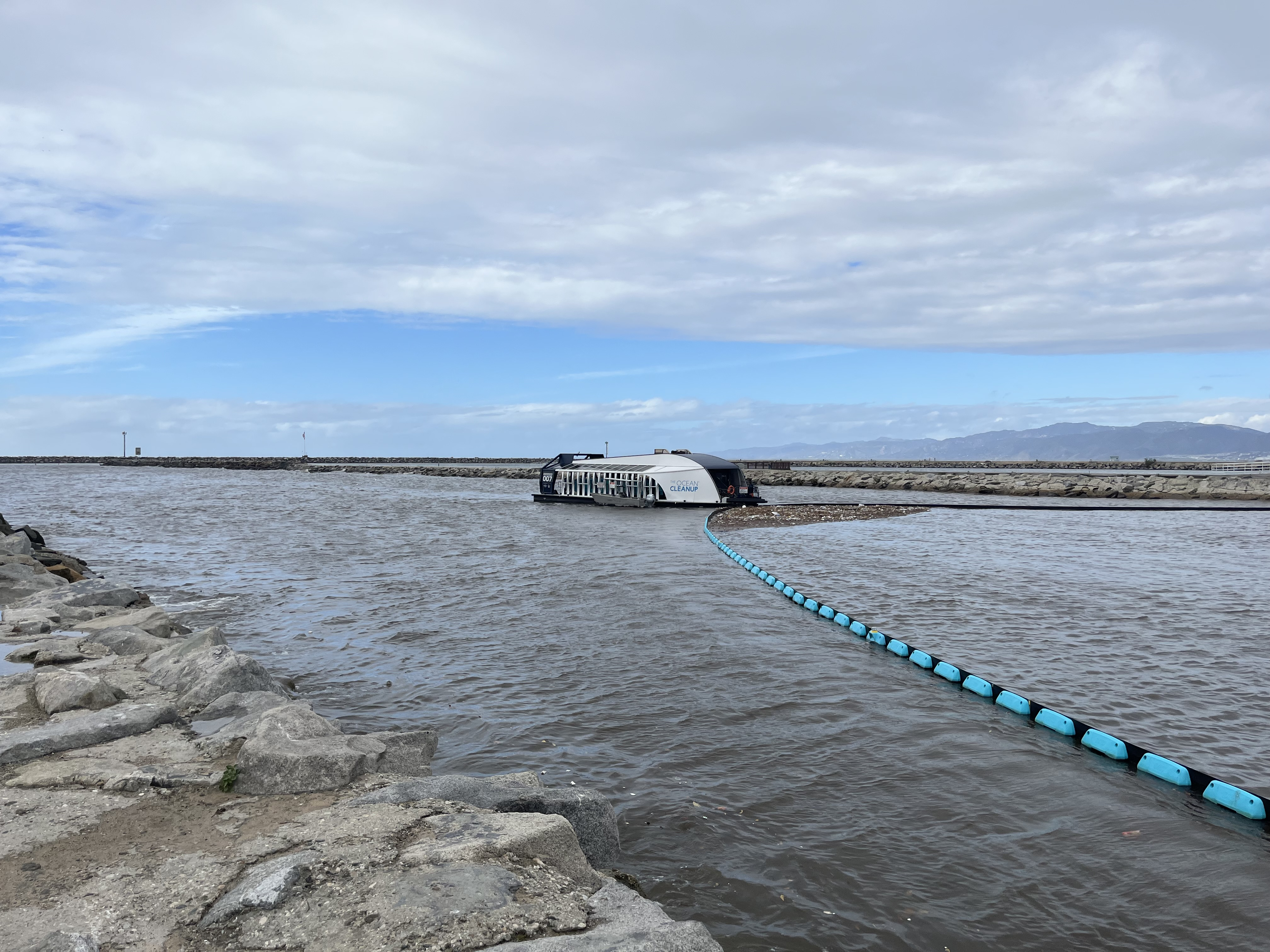
Interceptor

The Ocean Cleanup också utvecklat en annan lösning, kallad Interceptor, som är designad för att fånga plast i floder innan det når havet. Eftersom en stor del av plastföroreningar i haven kommer från floder, arbetar organisationen för att placera Interceptors i världens mest förorenade floder till exempel i Rio Motagua i Guatemala.

## Kritik
The Ocean Cleanup har fått internationell uppmärksamhet och stort stöd, men också kritik. Både forskare och miljöorganisationer ser problem med projektet, som anklagas för att flytta fokus från det som egentligen behöver göras: stoppa inflödet av plast i haven. Man uppskattar att bara en procent av all plast ligger på vattenytan och att det stora problemet är all den plast som ligger på havsbotten och som The Ocean Cleanup därmed inte kommer åt.
Miljöorganisationer och forskare är också bekymrade över att djur och plankton kan ta skada av barriärerna. The Ocean Cleanup menar dock att deras teknik säkerställer att fisk och andra djur inte skadas eller fångas i röret.